# Viola tourbillonensis
Viola tourbillonensis är en violväxtart som beskrevs av Wilhelm Becker. Viola tourbillonensis ingår i släktet violer, och familjen violväxter. Inga underarter finns listade i Catalogue of Life.